# Brian Walton (vescovo)
Brian Walton (Seymour, 1600 – Londra, 29 novembre 1661) è stato un vescovo anglicano, teologo e orientalista britannico, editore della Bibbia poliglotta nota come Bibbia Poliglotta di Walton.